# Аметрано, Раффаэле
Раффаэле Аметрано (итал. Raffaele Ametrano; род. 15 февраля 1973 года в городе Кастелламмаре-ди-Стабия, Италия) — итальянский футболист и футбольный тренер. Выступал на позиции полузащитника. Известен как игрок итальянского клуба «Удинезе». Участник Олимпийских игр 1996 в Атланте.

## Клубная карьера
Аметрано начал карьеру в клубе «Наполи». За год он ни разу не вышел на поле и в поисках игровой практики перешёл в «Искью». В новой команде Раффаэле быстро завоевал место в основе и стал лидером клуба. В 1994 году он перешёл в «Удинезе», в составе которого выиграл Серию B и завоевал путёвку в элиту. В Серии А Аметрано показал уверенную игру и по окончании сезона получил приглашение от «Ювентуса». Из-за высокой конкуренции за «старую сеньору» Раффаэле провёл всего один матч за четыре года, всё остальное время он на правах аренды выступал за «Эллас Верона», «Эмполи», «Дженоа», «Кальяри» и «Салернитану». Несмотря на это Аметрано стал обладателем Межконтинентального кубка.
После ухода из Ювентуса он выступал за «Кротоне» и возвращался в «Наполи». В 2004 году Раффаэле помог «Мессине» выйти в Серию А, но сам в следующем сезоне перешёл в «Авеллино 1912». С новой командой он дважды выиграл Серию C1. В 2007 году Аметрано отыграл сезон за «Потенцу», а через два года завершил карьеру в клубе «Юве Стабия».

## Международная карьера
В 1996 году Раффаэле в составе молодёжной национальной команды выиграл молодёжный чемпионат Европы в Испании. В том же году в составе олимпийской сборной Италии Аметрано принял участие в Олимпийских играх в Атланте. На турнире он сыграл в матче группового этапа против команды Южной Кореи.

## Достижения
Командные
 «Ювентус»
- Обладатель Межконтинентального куюка — 1996

Международная
 Италия (до 21)
- Чемпионат Европы по футболу среди молодёжных команд — 1996